# Moran-bong
Moran-bong (koreanska: 모란봉) är en kulle i Nordkorea.   Den ligger i provinsen Pyongyang, i den sydvästra delen av landet, i huvudstaden Pyongyang. Toppen på Moran-bong är 18 meter över havet.
Terrängen runt Moran-bong är huvudsakligen platt, men åt nordost är den kuperad. Runt Moran-bong är det mycket tätbefolkat, med 2 028 invånare per kvadratkilometer. Närmaste större samhälle är Pyongyang, 1,9 km väster om Moran-bong. Trakten runt Moran-bong består till största delen av jordbruksmark.